# Pteropus insularis
Pteropus insularis är en däggdjursart som beskrevs av Jacques Bernard Hombron och Jacquinot 1842. Pteropus insularis ingår i släktet Pteropus och familjen flyghundar. IUCN kategoriserar arten globalt som akut hotad.
De svenska trivialnamnen trukflyghund och ruckflyghund förekommer för arten.
Inga underarter finns listade i Catalogue of Life. Wilson & Reeder (2005) skiljer mellan två underarter.
- Pteropus insularis insularis
- Pteropus insularis phaeocephalus

Denna flyghund förekommer på några atoller som tillhör Mikronesien. Individerna vilar i skogar. De äter nektar och frukter som kokosnöt.